# Królestwo (biologia)

Schematyczne przedstawienie podstawowych jednostek używanych w klasyfikacji biologicznej. Kolejno od góry: życie, domena, królestwo, typ (w zoologii) lub gromada (w botanice), gromada (w zoologii) lub klasa (w botanice), rząd, rodzina, rodzaj i gatunek

Królestwo (łac. regnum, l.mn. regna) – stosowana w systematyce organizmów kategoria systematyczna obejmująca spokrewnione typy (phylum) w zoologii, lub gromady (divisio) w botanice. Tradycyjnie, od czasów Karola Linneusza królestwo było uważane za kategorię systematyczną najwyższej rangi. Pod koniec XX w. systematycy wprowadzili wyższą od królestwa kategorię nazywaną domeną, nadkrólestwem lub cesarstwem. W nomenklaturze botanicznej i zoologicznej regulowanych przez Międzynarodowe Kodeksy Nomenklatury Botanicznej i Zoologicznej królestwo nadal jest uznawane za kategorię najwyższej rangi. Podkategorią królestwa jest podkrólestwo (subregnum). Natomiast stosowany czasem termin nadkrólestwo (superregnum), choć formalnie poprawny, używany jest w randze najwyższej kategorii systematycznej – domeny lub cesarstwa.

## Trzy królestwa
Szwedzki biolog Karol Linneusz dzielił świat ożywiony na dwa królestwa, które nazwał Regnum Animale (zwierzęta) i Regnum Vegetabile (rośliny). Świat nieożywiony zaliczył do trzeciego królestwa – Regnum Lapideum (minerały). W 1866 Ernst Haeckel wprowadził królestwo Protista. Podział organizmów na trzy królestwa był stosowany do drugiej połowy XX wieku.

## Pięć królestw Whittakera
W 1969 roku Robert Whittaker zaproponował nową koncepcję klasyfikacji organizmów, w której wyróżnił pięć królestw:
- Monera – obejmujące wszystkie prokarionty
- Protista – protisty
- Animalia – zwierzęta
- Plantae – rośliny
- Fungi – grzyby

## Sześć królestw Cavalier-Smitha
Thomas Cavalier-Smith jest autorem koncepcji podziału organizmów na sześć (początkowo osiem) królestw, zgrupowanych w dwóch cesarstwach (ang. empire). Cavalier-Smith dodał – do pięciu dotychczas akceptowanych (bakterie, protisty, grzyby, rośliny oraz zwierzęta) – królestwo Chromista.

## Pozycja taksonomiczna
Położenie królestwa i podkrólestwa w hierarchii taksonomicznej wygląda następująco:
- domena (także cesarstwo lub nadkrólestwo)
  - królestwo (regnum)
    - podkrólestwo (subregnum)
      - gromada (divisio) dla roślin lub typ (phylum) dla zwierząt